# Я робкий, но я лечусь
«Я робок, но я лечусь» (иногда Я стеснительный, но я лечусь; фр. Je Suis Timide Mais Je Me Soigne) — фильм режиссёра Пьера Ришара, вышедший на экраны в 1978 году.
Фильм имел коммерческий успех, и в следующем году Пьер Ришар возобновил свое сотрудничество с Альдо Маччоне в фильме «Это не я, это — он!».

## Сюжет
Кассир Пьер Рено — очень застенчивый человек. У него никак не получается познакомиться с девушкой своей мечты, которая постоянно ускользает от него. Он следует за ней по пятам, из отеля в отель. Пытаясь приблизиться к ней, Пьер выдаёт себя за миллионера, но внезапно узнаёт, что неприступная красавица — не та, кем он себе её представлял.

## В ролях
- Пьер Ришар — Пьер Рено
- Альдо Маччоне — Альдо Феррари
- Жак Франсуа — мсье Анри
- Мими Кутелье — Аньес
- Катрин Лашанс — похотливая дальнобойщица